# Purim
Purim är en judisk högtid som vanligtvis infaller i mars månad. Ordet betyder "lott" och har sin bakgrund i händelser som antas ha utspelat sig under den akemenidiske kungen Ahashveros' (Xerxes den store) styre. Enligt Gamla Testamentet var Ester drottning till den persiske storkungen och avslöjar inför honom att fursten Haman avser att utrota judarna i riket och dra lott om vilken dag utrotningen skulle ske. Haman blir hängd och Xerxes utfärdar då ett nytt påbud som tillåter judarna att lyfta vapen mot sina fiender, vilket de också gör. Enligt Esters bok dödades 75 000 av deras motståndare, men inga judar skadades.
Dagen före festen fastar man; sedan läser man ur Esters bok (Megillat Ester) i synagogan på kvällen och morgonen. När Hamans namn läses skakar barnen i skallror och för oväsen så man slipper höra hans namn. I synnerhet brukar barn klä ut sig på purim, ofta till någon av gestalterna i Esters bok.
Under purim äter man bland annat hamantasch. Det är också god sed att ge ätbara presenter, Mishloach manot, till släkt, vänner och andra. Ofta dricker man också några glas alkohol, men det är inte många som följer seden att dricka så mycket man inte ska kunna skilja den onde Haman från den gode Mordechai.
Purim firas 14:e dagen i månaden Adar (från persiskans âzar "eld") vilket vanligtvis innebär mars månad.

## Bilder

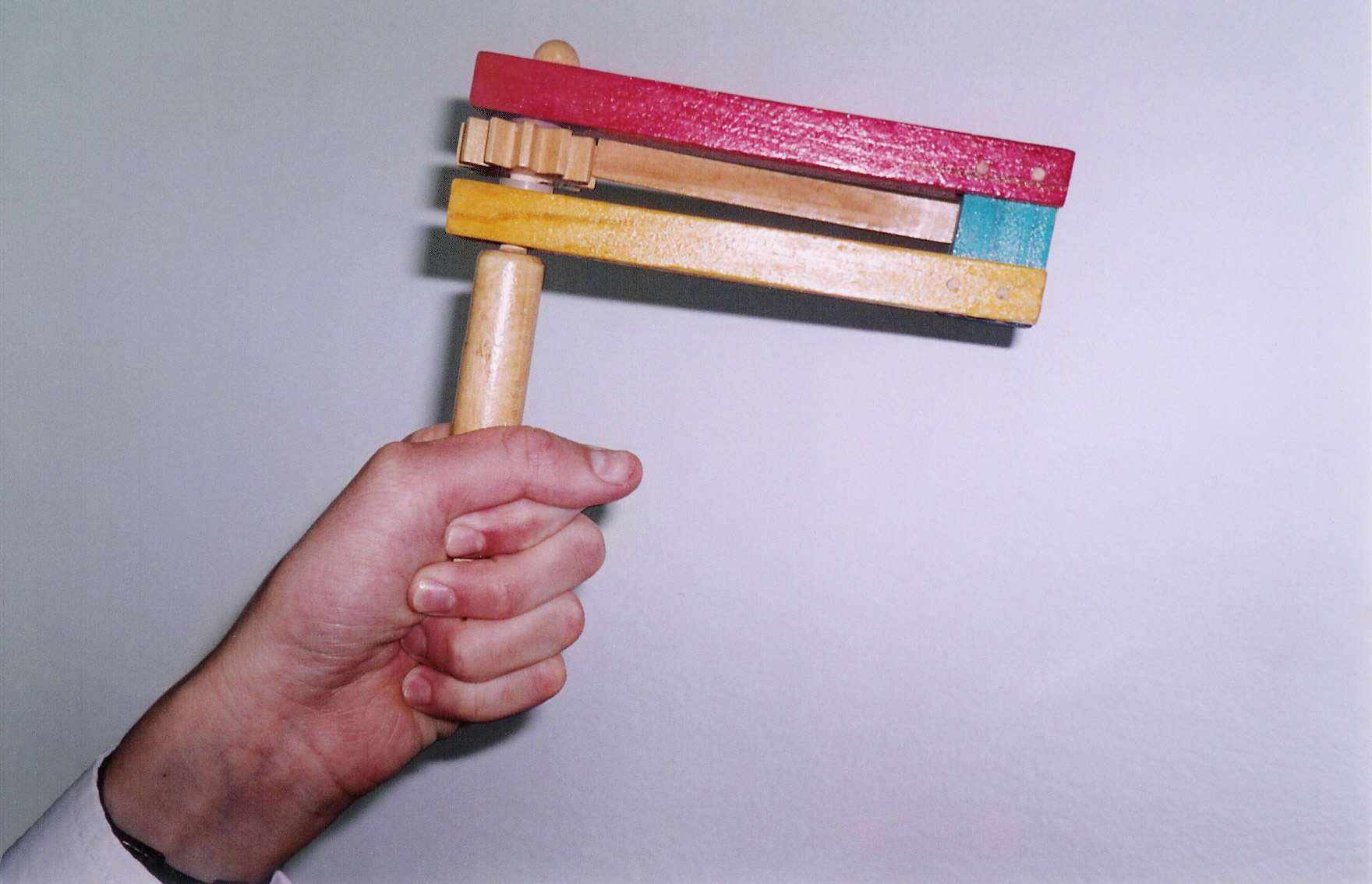
Purim-skallra
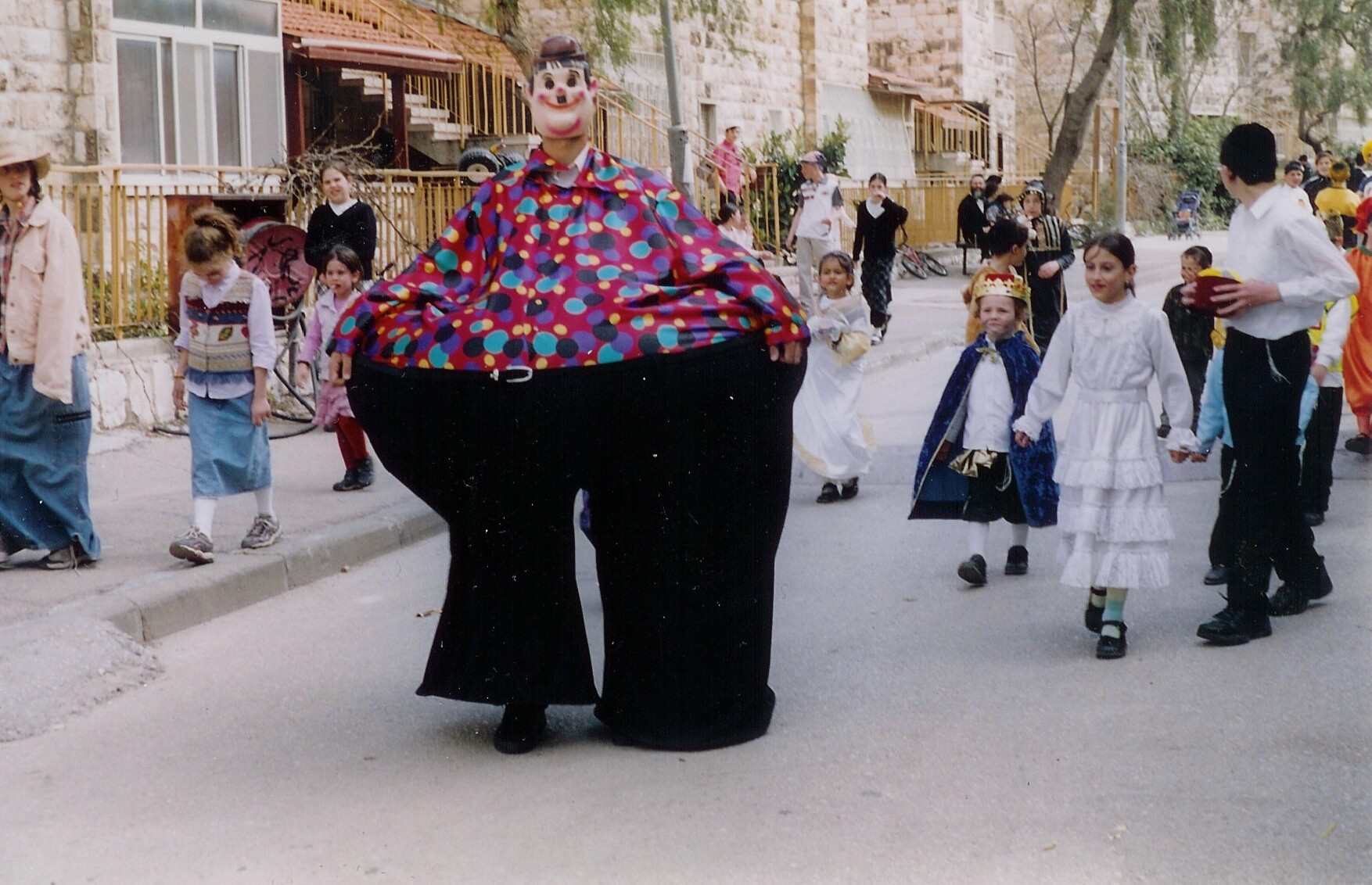
Gatubild i Jerusalem under purim
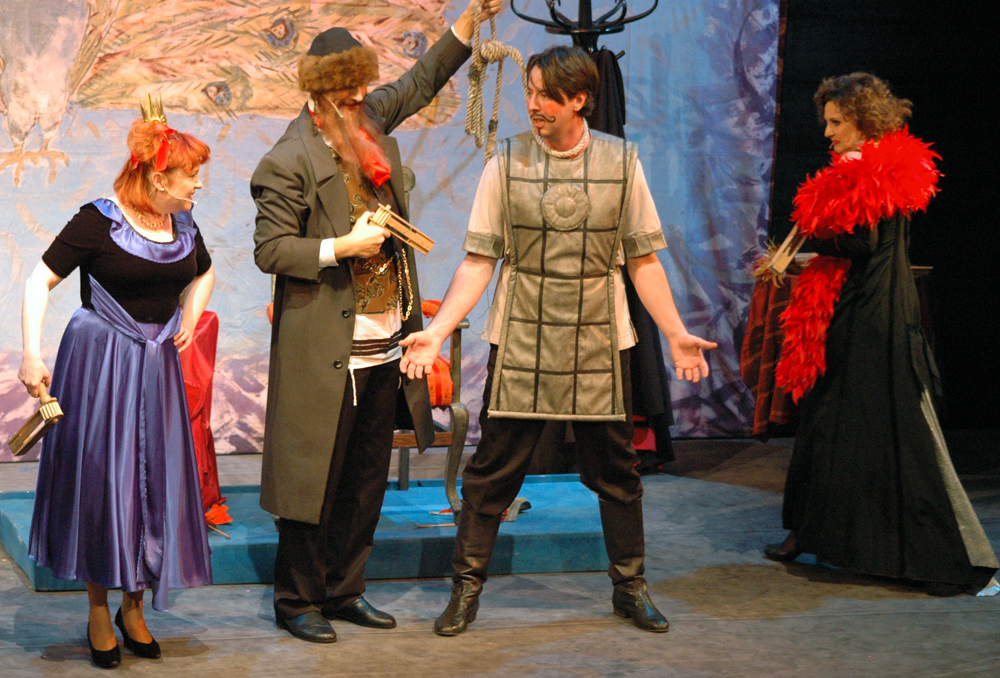
Purim spiel - teaterpjäs i judiska teatern i Warszawa, mars 2009